# James Aloysius Farley
James Aloysius Farley, né le 30 mai 1888 à Stony Point (New York) et mort le 9 juin 1976 à New York, est un homme politique américain. Membre du Parti démocrate, il est Postmaster General des États-Unis entre 1933 et 1940 dans l'administration du président Franklin Delano Roosevelt.